# Вермель, Эмили
Эмили Вермель (англ. Emily Dickinson Townsend Vermeule; 11.08.1928, Нью-Йорк — 06.02.2001, Кембридж, Массачусетс) — американский филолог-классик, археолог и историк искусства, микенолог. Доктор философии, эмерит-профессор Гарварда, член Американского философского общества (1972), член-корреспондент Британской академии (1981).
В 1982 году Национальный фонд гуманитарных наук (США) выбрал её для чтения лекции имени Томаса Джефферсона.

## Биография
В 1934—1946 годах училась в школе в Нью-Йорке. Затем окончила Брин-Мор-колледж (1950) со степень бакалавра summa cum laude по греческому и философии. В 1950 году получила стипендию Фулбрайта и присоединилась к Американской школе классических исследований в Афинах. Три года спустя в 1953—1954 годах училась в Оксфорде. Получила степень магистра классической археологии в Колледже Рэдклифф в 1954 году и в 1956 году степень доктора философии по греческому в Брин-Мор-колледже, куда возвратилась в 1955 году, диссертация «Bacchylides and Lyric Style». Там же начала свою преподавательскую карьеру. Затем в 1957—1958 годах — в Колледже Уэллсли, где в 1965—1970 годах была профессором искусства и греческого. В 1964—1965 годах стипендиат Гуггенхайма. В 1958—1964 годах преподавала в Бостонском университете, с 1961 года профессор.
С 1970 года именной профессор Гарварда, впоследствии эмерит классической филологии и археологии.
В 1974/1975 году Сейдеровский профессор (Sather Professor) в Калифорнийском университете в Беркли.
В 1978—1982 годах вице-президент Американского философского общества.
С 1994 года на пенсии.
Участвовала в раскопках в Греции, Турции, Ливии и на Кипре.
С 1957 года замужем за Корнелиусом Кларксоном Вермелем, есть дочь Блэйки (род. 1966) и сын Адриан (род. 1968).
Первая книга — «Греция в эпоху бронзы» (1964). Также автор Aspects of Death in Early Greek Art and Poetry (1979) и Mycenaean Pictorial Vase Painting (1982).